# Marolles (Loir-et-Cher)
Marolles é uma comuna francesa na região administrativa do Centro, no departamento de Loir-et-Cher. Estende-se por uma área de 9,88 km². Em 2010 a comuna tinha 735 habitantes (densidade: 74,4 hab./km²).